# Эйкерс-Джонс, Дэвид
Дэвид Эйкерс-Джонс (англ. David Akers-Jones; 14 апреля 1927, Уэртинг, Суссекс, Англия, Великобритания — 30 сентября 2019, Цзюлун, Гонконг) — британский государственный деятель, и. о. губернатора Гонконга (1986—1987).

## Биография
Дэвид Эйкерс-Джонс родился в семье Уолтера Джорджа Джонса, который управлял фабрикой по производству кирпича и плитки в Уэртинге (Западный Суссекс) и школьного учителя Дороти Эйкерс. Он получил образование в Уэртингской средней школе, затем учился в Брасенос-колледже.
В 1954—1957 годах работал на государственной службе в Малайской Федерации. Летом 1957 года Дэвид Эйкерс-Джонс начал работать в правительстве Гонконга. За свою долгую карьеру он работал на разных постах в правительстве Гонконга. Он был главным помощник колониального секретаря, секретарем по новым территориям, который позднее был переименован в «Секретарь администрации города и новых территорий». Дэвид сыграл важную роль в превращении небольших деревень в новые современные города, с целью переселения людей из трущоб. Дэвид также был секретарем районной администрации, министром внутренних дел и главным секретарем Гонконга.
4 декабря 1986 года губернатор Гонконга Эдвард Юди умирает и Эйкерс-Джонс был назначен исполняющим обязанности губернатора. Он занимал этот пост до 9 апреля 1987 года. В апреле 1987 года Эйкерс-Джонс был назначен специальным помощником нового губернатора сэра Дэвида Уилсона и занимал этот пост в течение шести месяцев. С 1988 по 1992 год Дэвид был председателем Управления жилищного строительства Гонконга. В 1993 году Эйкерс-Джонс был назначен советником по делам Гонконга в правительстве Китайской Народной Республики и занимал этот пост до 1997 года, когда Гонконг вошёл в состав КНР.
В 1997 Дэвид Эйкерс-Джонс вышел в отставку и продолжил жить в Гонконге, купив виллу в районе Шам Ценг. В 2000 году ему пришлось продать дом из-за строящейся дороги. Он был членом различных благотворительных и некоммерческих фондов, а также писал мемуары. В 2004 году он издал книгу «Feeling the Stones».
30 сентября 2019 года Дэвид Эйкерс - Джонс скончался в больнице имени королевы Елизаветы.

## Примечание
1. 1 2  Sinclair K. Who's Who in Hong Kong, 香港名人錄 (англ.) / K. Sinclair — 4 — 1988. — P. 2.
2. ↑  Lundy D. R. David Akers-Jones // The Peerage (англ.)
3. 1 2  https://www.hongkongfp.com/2019/09/30/ex-colonial-chief-sec-hong-kong-david-akers-jones-dies-aged-92/
4. 1 2 3  Who's who (брит. англ.) — A & C Black, 1849. — ISSN 0083-937X
5. 1 2 3 4  Lundy D. R. Sir David Akers-Jones // The Peerage (англ.)
6. ↑  DEATHS (англ.) / T. Gallagher — London: Times Media, 2002. — Iss. 67576. — P. 39. — ISSN 0140-0460; 0956-1382; 1363-7746
7. ↑  Obituaries, Telegraph (7 ноября 2019). Sir David Akers-Jones, Hong Kong chief secretary and acting governor accused of 'selling out' when he became an adviser to Beijing – obituary. The Telegraph. Архивировано 19 декабря 2019. Дата обращения: 14 февраля 2020.
8. ↑  Burke’s Peerage, Baronetage & Knightage / Charles Mosley. — Burke's Peerage, 2003. — ISBN 978-0-9711966-2-9.
9. 1 2  Tom Grundy. Ex-colonial chief sec. of Hong Kong David Akers-Jones dies aged 92 (англ.). Hong Kong Free Press HKFP (30 сентября 2019). Дата обращения: 14 февраля 2020. Архивировано 9 октября 2019 года.
10. ↑  David Akers-Jones, Hong Kong’s former No 2 under British rule, dies at 92 (англ.). South China Morning Post (30 сентября 2019). Дата обращения: 14 февраля 2020. Архивировано 30 сентября 2019 года.